# Haliclona viola
Haliclona viola är en svampdjursart som beskrevs av Kazuo Hoshino 1981. Haliclona viola ingår i släktet Haliclona och familjen Chalinidae. Inga underarter finns listade i Catalogue of Life.